# دريجان بايين (مقاطعة دورود)
دريجان بايين (بالفارسية: دریژان پایین) هي قرية تقع في قسم جان الريفي (مقاطعة دورود) في إيران. يقدر عدد سكانها بـ 164 نسمة بحسب إحصاء 2016.